# Unidad Habitacional Ixtepec Segunda
Unidad Habitacional Ixtepec Segunda är en ort i Mexiko.   Den ligger i kommunen Asunción Ixtaltepec och delstaten Oaxaca, i den sydöstra delen av landet, 500 km sydost om huvudstaden Mexico City. Unidad Habitacional Ixtepec Segunda ligger 28 meter över havet och antalet invånare är 346.
Terrängen runt Unidad Habitacional Ixtepec Segunda är platt. Runt Unidad Habitacional Ixtepec Segunda är det ganska tätbefolkat, med 172 invånare per kvadratkilometer. Närmaste större samhälle är Juchitán de Zaragoza, 7,8 km öster om Unidad Habitacional Ixtepec Segunda. Omgivningarna runt Unidad Habitacional Ixtepec Segunda är en mosaik av jordbruksmark och naturlig växtlighet.